# أتيلا سيمون (لاعب كرة قدم مجري)
أتيلا سيمون (بالمجرية: Simon Attila)‏ (9 أكتوبر 1979 في المجر - ) هو لاعب كرة قدم مجري في مركز الوسط. لعب مع دوناوجفاروس ونادي أويبست ونادي ديوسجوري ونادي مول فيدي وKaposvölgye VSC ‏ ونادي بكسكابا 1912 إلوره.

## وصلات خارجية
- أتيلا سيمون (لاعب كرة قدم مجري) على موقع Soccerway.com (الإنجليزية)